# Монастырь Искушения

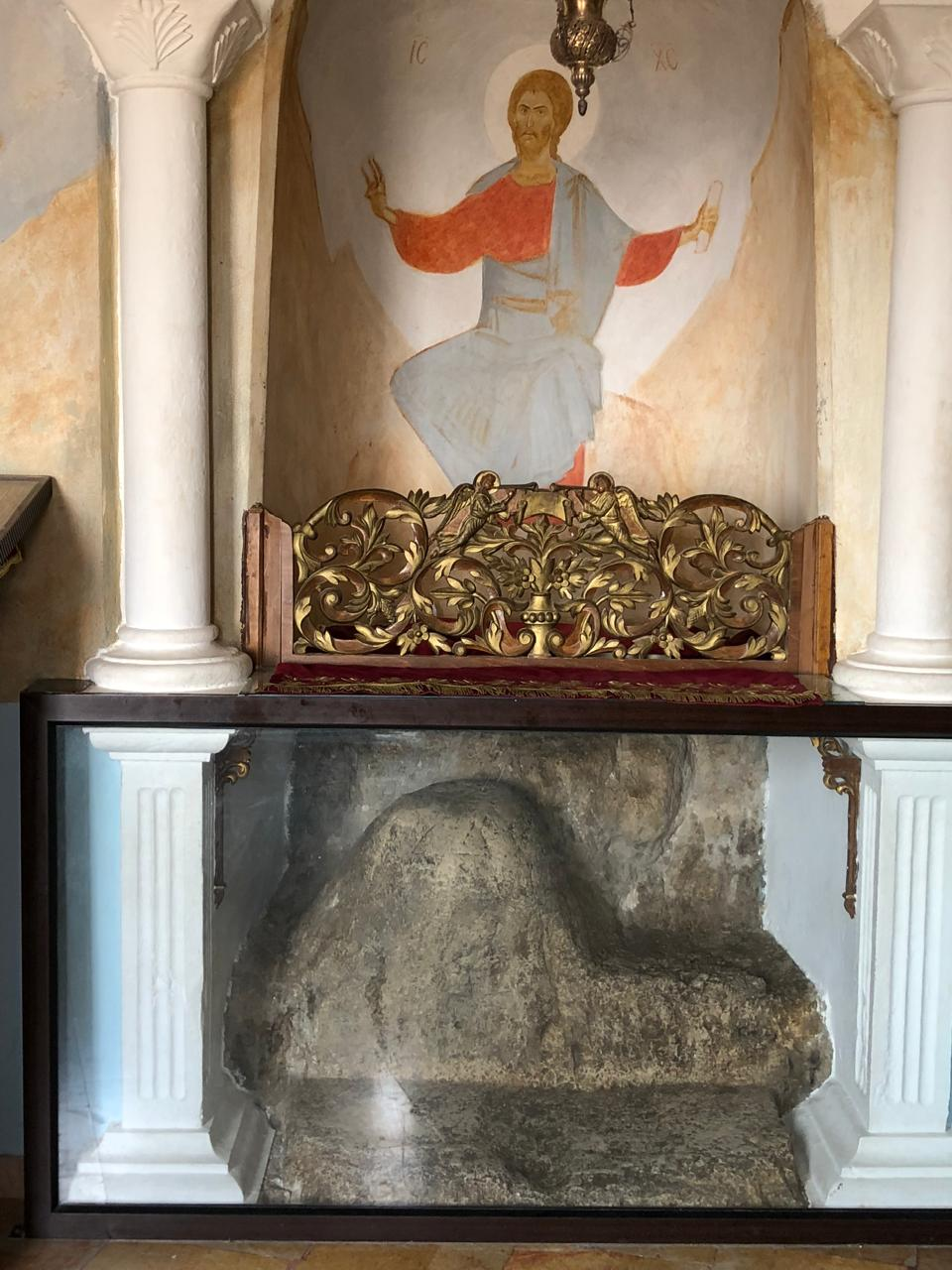
Камень, сидя на котором, Христос по преданию был искушаем дьяволом

Монасты́рь Искуше́ния, или монастырь Каранталь (греч. Μοναστήρι του Πειρασμού; араб. دير القرنطل‎, Deir al-Quruntal) — православный греческий мужской монастырь в Палестинской автономии, на территории Западного берега реки Иордан, в Иудейской пустыне на северо-западной окраине Иерихона. Построен на горе, отождествляемой с описанным в Евангелиях местом искушения Иисуса Христа дьяволом. В память этого события получили название и сам монастырь, и гора, на которой он расположен (гора Искушения, Сорокадневная гора или гора Каранталь).

## История и описание

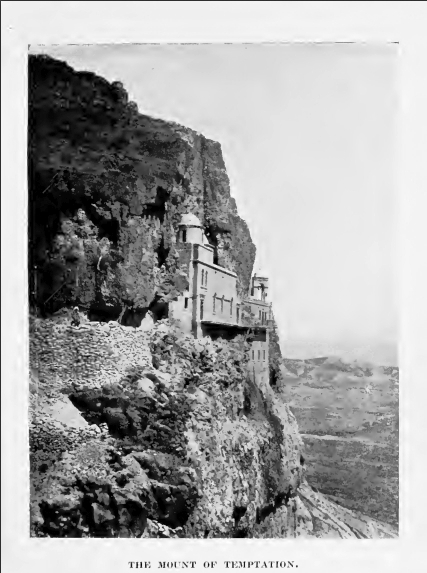
Монастырь Искушения, вид с юга (фотография 1913 года)

В 340 году преподобный Харитон Исповедник основал здесь лавру Дука. Разрушенный при персидском нашествии в 614 году, монастырь святого Харитона восстанавливался и вновь разорялся, пока в 1870-е годы здесь не поселился русский инок — «Аркадий, отшельник Сарандарский». Позже, по благословению Патриарха Иерусалимского Кирилла II, была восстановлена церковь в пещере Спасителя и устроен длинный ряд келий с внутренним коридором.
В последний раз восстановлен в конце XIX-го века при содействии России. В период расцвета палестинского монашества гора представляла собой «подобие большого улья, в котором любители безмолвия не переставали с опасностью собственной жизни вырабатывать духовный мед, упражняясь в священном трезвении и непрестанной молитве». В середине XIX века архимандрит Леонид (Кавелин) описывал традицию коптских и абиссинских монахов проводить в пещерах монастыря Четыредесятницу (православный монастырь в это время был разорен). Он сообщает, что:

…они удаляются сюда из Иерусалима через неделю после праздника Богоявления и возвращаются в Святой Град в неделю Ваий, питаясь в это время травами или сухоядением и упражняясь в молитве и чтении, для чего берут с собой и книги. Одежда их состоит из рубахи и ватного одеяла, в которое кутаются как в плащ от ночного холода…

Все внутренние помещения монастыря вырублены в скале. Храм обители двухпрестольный и двухъярусный. Нижний, четырёхстолпный, придел построен так, что ровно половину его (западную) составляет углублённая в гору пещера, а восточная часть, с алтарём, находится на пристроенной к горе площадке. Лестница справа от алтаря ведёт на второй этаж — в придел, устроенный непосредственно в пещере Первого Искушения. В нише под небольшим престолом (ориентированным на запад) находится камень, на котором, по преданию, молился Иисус Христос во время своего сорокадневного поста.
В настоящее время единственным насельником монастыря является греческий монах.
Есть мнение, что именно на Сорокадневную гору в день Очищения (еврейский праздник «Йом-Киппур») приводили чёрного «козла отпущения». Путь козла на вершину горы был обставлен с чрезвычайной пышностью. Дорога была разделена специальными шалашами-скиниями с водой и пищей, от каждой из которых до следующей священника с животным сопровождали смотрители. О преодолении каждого участка пути немедленно сообщалось в Иерусалим расставленными на вершинах сигнальщиками. Достигнув вершины, священник снимал с рогов животного алый шерстяной шнур, надетый первосвященником, разрезал пополам и привязывал одну часть к скале, другую к рогам. После этого нужно было ждать, пока шерсть станет на солнце белой, что означало прощение грехов Израиля. Тогда козла сталкивали со скалы.

## Паломничество

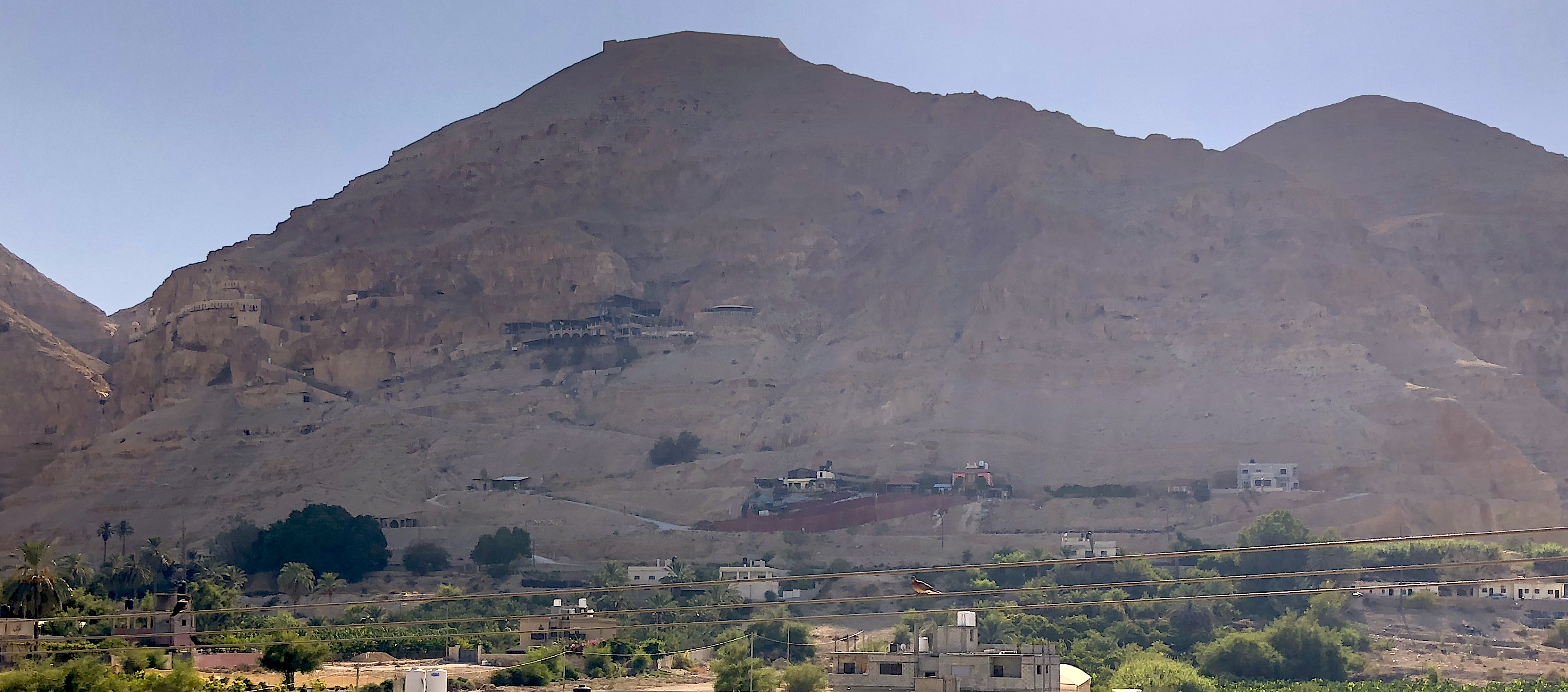
Сорокадневная гора, вид со стороны Иерихона.

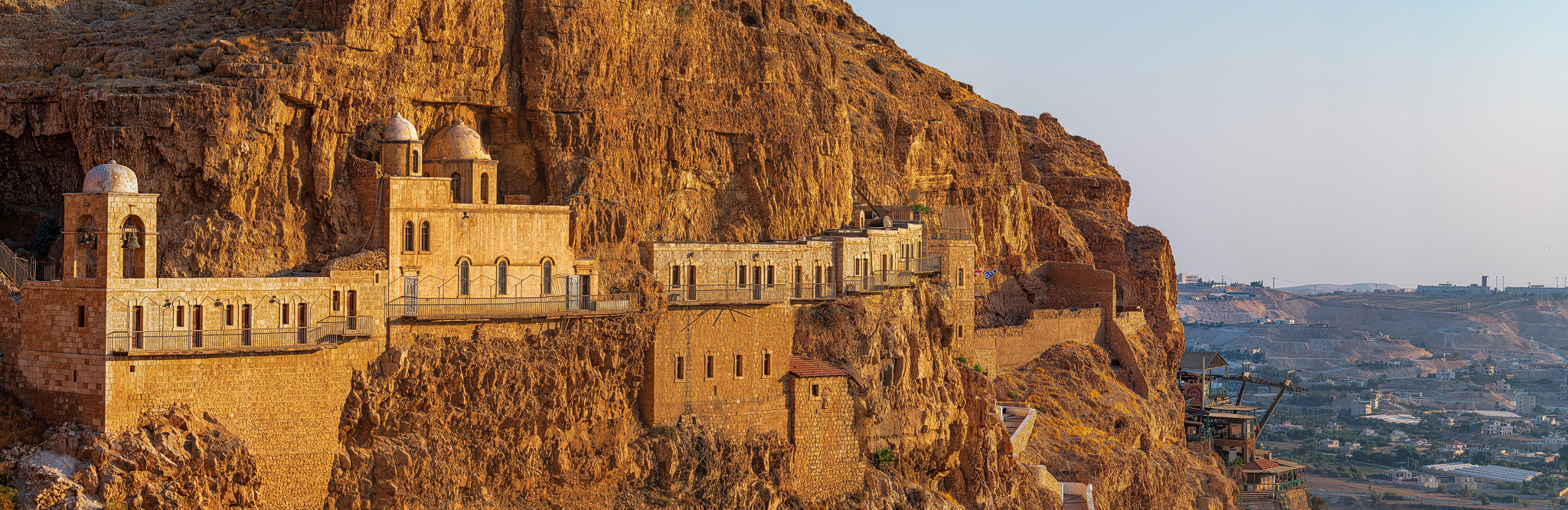
Монастырь Искушения. 2021 год.

В 1872 году во время своего путешествия по Востоку и Святой Земле окрестности монастыря посетил великий князь Николай Николаевич со свитой:

…мы сели на коней и пошли в лагерь, раскинутый в оазисе Иерихона у Айн-Султане. За ним высилась цепь Кварантана, с горою сорокадневного поста, на которой Спаситель готовился к своему земному служению постом и молитвою. На её восточном склоне, обращённом в долину Иордана, видны пещеры. В этих пещерах, до сего времени, копты пред принятием священства обязательно должны провести в посте и молитве сорок дней.
— Скалон Д. А. Путешествие по Востоку и Святой Земле в свите великого князя Николая Николаевича в 1872 году.
В настоящее время для посещения монастыря необходимо подняться: либо пешком (25—35 минут), либо по канатной дороге из Иерихона и пройти 15 минут пешком.